# Angostura granulosa
Angostura granulosa là một loài thực vật có hoa trong họ Cửu lý hương. Loài này được (Kallunki) Kallunki mô tả khoa học đầu tiên năm 1998.